# Ceratophygadeuon politus
Ceratophygadeuon politus là một loài tò vò trong họ Ichneumonidae.